# Фролов, Александр Иосифович
Алекса́ндр Ио́сифович Фроло́в (26.12.1895, Санкт-Петербург — 20.10.1938, Ташкент) — деятель ВКП(б), 2-й секретарь ЦК КП(б) Таджикистана. Входил в состав особой тройки НКВД СССР.

## Биография
Александр Иосифович Фролов родился 26 декабря 1895 года в Санкт-Петербурге. Из мещан. Отец — музыкант, мать — портниха.
С 1908 по 1914 годы обучался реальном училище Вышнего Волочка. Далее, в 1914 году поступает в Петроградский университет. В апреле 1915 арестован за участие в студенческих кружках и выслан в административном порядке в Вологодскую, а затем в Тверскую губернию.
В 1918 году вступает в РККА. В 1919 году становится членом ВКП(б) и обучается на 6-месячных инженерно-командных курсах РККА в Екатеринбурге. Затем назначается командиром элетротехнического дивизиона, участвует в боях на Южном (Деникин), Восточном (Колчак) и Западном фронтах. В 1921 и 1922 годах обучается в Военной инжерно-технической академии, которую не заканчивает.

### Партийная карьера
- 1923—1924 — секретарь ячейки РКП(б) Московского высшего технического училища имени Н. Э. Баумана.
- 1924—1925 — заведующий Агитационно-пропагандистским отделом Бауманского районного комитета РКП(б) (Москва).
- 1925—1926 — заместитель заведующего Организационным отделом Бауманского районного комитета РКП(б) — ВКП(б) (Москва).
- 1926—1927 — ответственный инструктор Московского губернского комитета ВКП(б).
- 1927—1928 — ответственный редактор издательства «Московский рабочий».
- 1928—1929 — заведующий Информационным подотделом Московского губернского комитета ВКП(б).
- 1929—1930 — председатель Московского областного Союза работников просвещения. Одновременно, в 1929-32 годах — член Бюро Центрального комитета Всесоюзного рабпроса, член Бауманского райсовета (1924-27), член Моссовета (1929-30), кандидат и член МК ВКП(б) (1928-30).
- 1930—1931 — помощник секретаря ЦК ВКП(б).
- 1931—1934 — заведующий Организационно-инструкторским отделом ЦК Компартии Узбекистана.
- С 20 февраля 1934 — заведующий Отделом промышленности и транспорта ЦК Компартии Узбекистана. Одновременно — член Исполнительного бюро ЦК Компартии Узбекистана и с 1932 года член бюро Ташкентского горкома ВКП(б).
- В 1935 году был назначен вторым секретарем ЦК Компартии Таджикистана. Этот период отмечен вхождением в состав особой тройки, созданной по приказу НКВД СССР от 30.07.1937 № 00447[1] и активным участием в сталинских репрессиях[2].

## Завершающий этап
Арестован 4 октября 1937 г. 3 мая 1938 года И. Сталин и В. Молотов утвердили представленный НКВД СССР список лиц, подлежащих суду Военной коллегии ВС СССР по Таджикской ССР, рекомендуя Фролова к наказанию по 1-й категории, то есть — ВМН. Расстрелян в Ташкенте 20 октября 1938 г.

## Семья
В 1921 году женился на Анне Давыдовне Язловской (1899—1957). В 1922 году у них родилась дочь Вера (1922—1992).